# Мельников, Александр Иванович (Герой Советского Союза)
Алекса́ндр Ива́нович Ме́льников (18 декабря 1900, дер. Бывальцево, Новгородская губерния — 19 октября 1944) — младший сержант Рабоче-крестьянской Красной Армии, участник Великой Отечественной войны, Герой Советского Союза (1944).

## Биография
Александр Мельников родился 18 декабря 1900 года в деревне Бывальцево (ныне — Устюженский район Вологодской области). После окончания начальной школы работал на промкомбинате. В марте 1942 года Мельников был призван на службу в Рабоче-крестьянскую Красную Армию. С августа того же года — на фронтах Великой Отечественной войны.
К марту 1944 года красноармеец Александр Мельников был стрелком 681-го стрелкового полка 133-й стрелковой дивизии 40-й армии 2-го Украинского фронта. Отличился во время освобождения форсирования Днестра. 25 марта 1944 года Мельников одним из первых в полку переправился через Днестр в районе села Липчаны Могилёв-Подольского района Винницкой области Украинской ССР и принял активное участие в боях за захват и удержание плацдарма на его западном берегу. В бою у села Василевка Мельников лично уничтожил 18 солдат и 3 офицера противника, а также 1 танк.
Указом Президиума Верховного Совета СССР от 13 сентября 1944 года за «мужество и героизм, проявленные в боях с немецкими захватчиками», красноармеец Александр Мельников был удостоен высокого звания Героя Советского Союза. Орден Ленина и медаль «Золотая Звезда» он получить не успел, так как 19 октября 1944 года погиб в бою. Похоронен в деревне Холмадупуевус в 23 километрах к юго-востоку от румынского города Сату-Маре.